# 474 f.Kr.
| 474 f.Kr.          |
| ------------------ |
| Dødsfald - Fødsler |

## Begivenheder
- Slaget ved Cumæ – Hiero 1. slår etruskerne og sætter en stopper for den etruskiske ekspansion i det sydlige Italien.
- Pindar, græsk digter, flytter til Theben, Egypten
- Abhaya, Sri Lankansk regent, indsættes efter Panduwasa Dewa og regerer i 20 år.